# Кардассианцы
Кардассианцы (англ. Cardassian /kɑrˈdæsiənz/) — вымышленная инопланетная цивилизация гуманоидного типа из научно-фантастической вселенной «Звездного Пути». Впервые появляются в сериале 1991 года «Звёздный путь: Следующее поколение» в эпизоде «Травма». Вид возник на вымышленной планете Альфа-квадранта Кардассия Прайм. Кардассианцы были доминирующим видом в межзвездной империи, известной как Кардассианский Союз, в течение XXIV-го века, хотя нет подтверждений, что в союз входили какие-либо другие виды, кроме баджорцев (чью планету кардассианцы оккупировали в течение пятидесяти лет). Кардассианцы позже сыграли ключевую роль в сюжетной линии сериала «Звёздный путь: Глубокий космос 9» в качестве союзников Доминиона в войне.
Кардассианцы были придуманы авторами сериала «Звёздный путь: Следующее поколение» как вражеская раса, с которой главные герои могли бы взаимодействовать, в отличие от Борг, с которыми такая межличностная драма была бы трудной из-за отсутствия у них личности и индивидуальности.

## Кардассия Прайм
Родина кардассианцев, Кардассия Прайм, также известная как Кардассия — планета класса М, седьмая (по другим данным — вторая из шести) планета своей системы. Поскольку её орбита пролегает достаточно далеко от звезды, кардассианский год длится больше 40 земных лет. Климат, несмотря на удалённость орбиты, более тёплый, чем предпочитают большинство видов галактики. Летом, как правило, диапазон 57-68 °C (135—150 °F), а зима, как правило, в диапазоне 35-43 °С (95-110 °F). Люди и баджорцы, среди прочего, делают комментарии по ходу сериала «Глубокий космос 9» о любви кардассианцев к жаре, в то время как такие персонажи, как Элим Гарак, жалуются на некомфортные холодные температуры.
Ландшафт планеты несколько засушлив, хотя животный и растительный мир на поверхности представлены в изобилии.

## Внешний вид
Кардассианцы — гуманоидная раса со светло-серой кожей. Их лица имеют небольшие гребни по бокам, которые сходятся к гребню на лбу характерной формы, кардассианские женщины щеголяют синим или сине-зеленым гребнем. Этот гребень привел к уничижительному прозвищу «ложкоголовые», используемому другими расами. Мужчины, как правило, выше среднего, и оба пола имеют узкие бедра и широкие плечи. Кардассианцы обычно имеют длинные, черные как смоль волосы, зачесанные назад, и серо-голубые или черные глаза.

## Обсидиановый Орден
Обсидиановый Орден — кардассианская разведывательная организация. Начальник Службы безопасности станции «Глубокий космос 9» Одо заметил, что это одна из самых жестоких и эффективных организаций в галактике, еще более безжалостная, чем Ромуланский Тал Шиар. Орден внимательно следил за всеми кардассианцами, чтобы обеспечить их лояльность, и его очень боялись. Говорили, что среднестатистический кардассианец не может сесть за стол без того, чтобы содержимое трапезы не было отмечено и занесено в протокол. Одо также отметил, что Орден заставил людей исчезать даже за меньшее, чем съесть что-то, что Орден не одобрил, хотя это заявление, возможно, было преувеличением для эффекта. Программа обучения агентов Обсидианового ордена настолько развита, что они невосприимчивы к большинству форм допроса, включая вулканское слияние разумов.
Обсидиановый Орден часто сталкивался с Центральным командованием (кардассианским военным правительством), отчасти потому, что даже высшие офицеры командования не застрахованы от запросов ордена. Элим Гарак был членом Ордена до того, как его отец, руководитель Ордена Энабран Тейн, изгнал его из Кардассии на станцию «Глубокий космос 9». Впоследствии Тейн стал известен как единственный руководитель Обсидианового Ордена, который дожил до того, чтобы уйти в отставку с этого поста. Гарак стал союзником Федерации и использовал свои знания, чтобы помочь Федерации и её союзникам в войне против Доминиона.
В 2371 году под руководством Тэйна, считавшего, что Центральное командование слишком спокойно относится к угрозе Доминиона, Обсидиановый Орден и его Ромуланский эквивалент Тал Шиар объединились в попытке уничтожить Доминион. С этой целью Орден начал втайне накапливать флот кораблей без одобрения или ведома Центрального командования. Согласно кардассианской правительственной хартии, Ордену категорически запрещалось разрабатывать или обладать военной техникой любого рода, включая военные корабли и, возможно, звездолеты в целом (отсутствие звездолетов у Ордена отмечается, в частности, в одном из эпизодов DS9, когда высокопоставленного чиновника из Ордена должен был «подвезти» кардассианский военный корабль). План, инициированный Тэйном, включал проникновение флота из 20 замаскированных ромуланских и кардассианских кораблей на территорию Доминиона в Гамма-квадранте с целью уничтожить родной мир Основателей — расы, управляющей Доминионом.
Основатели вскоре узнали об этом плане через своего шпиона, который выдавал себя за полковника Ловока из Тал Шиар, и увидели в нем возможность ликвидировать обе опасные организации. Когда объединённый флот прибыл на родину Основателей, то обнаружил, что планета пуста, за исключением маяка, создающего ложные признаки жизни. В следующее мгновение флот из 150 истребителей Джем’Хадар вышел из укрытия в близлежащей туманности и уничтожил ромуланско-кардассианский флот. По крайней мере некоторые ромуланские и кардассианские офицеры выжили и попали в плен. Сам Энабран Тэйн прожил два года в лагере для интернированных Доминиона (эпизод «В тени чистилища»), где был найден Гараком, прежде чем умереть от сердечной недостаточности.
Катастрофические результаты этого нападения нанесли урон Тал Шиару, но что более важно (и, возможно, из-за страха, что Орден стал слишком независимым) это привело к падению Обсидианового Ордена. Считается, что ликвидация ордена способствовала политической встряске, которая привела к возобновлению полномочий Гражданского совета Детапы, который приступил к свержению Центрального командования, спровоцировав вторжение в Кардассию заинтересованной Клингонской империи (эпизод «Путь воина»). Беспорядки в конце концов привели к тому, что Кардассия стала государством-членом Доминиона (эпизод «Адский свет»). После присоединения Кардассии к Доминиону была создана организация, похожая на Обсидиановый Орден, которая получила название Кардассианское разведывательное бюро.
В коротком рассказе «Призвание» в книге «Пророчество и перемены» (ISBN 0-7434-7073-7) бюро по-прежнему проявляет активность в качестве союзника проекта воссоединения, частью которого является Элим Гарак. Однако бюро работает с гораздо меньшей эффективностью, чем раньше.

## Воинские звания
Кардассианские военные звания похожи на те, которые используются Объединенной федерацией планет, но с некоторыми ключевыми отличиями. Например, Легат похож на Адмирала, но имеет значительно большее политическое влияние.
Кардассианское Центральное командование использует систему иерархических рангов, которая одинакова для всех ветвей службы. Горр — это солдат самого низкого ранга, с которого начинают все новобранцы. Гаррош, более старшее рядовое звание, составляют подавляющее большинство военных. Они индивидуально ранжируются по пятизначной шкале. Самый низкий ранг — Гил (иногда его называют Кел), за ним следуют Глинн, Далин, Дал и Гал. Как представляется, в их военной структуре нет дискриминации по признаку пола, и женщины-кардассианки, по-видимому, способны продвигаться по служебной лестнице так же, как и их коллеги-мужчины.
Офицеры, как правило, должны иметь ранг по крайней мере Глинна, чтобы командовать отделом на борту звездолета или в подразделении. На более крупные суда и подразделения требуют не ниже Далин или Дал. Гал — приблизительный эквивалент капитана Звёздного флота. Они составляют большинство командного состава Центрального командования, контролируют звездолеты и базы, и служат префектами и планетарными правителями во всех клиентских мирах. Многие Галы довольно влиятельны, создавая обширные сети весалы. Джагалы и Легаты эквивалентны адмиралам Звёздного флота, командующим целыми батальонами и орденами.

### Кардассианские чины
- Горр

Одно из самых низких званий, используемых в XXIV веке Кардассианским охранным агентством Кардассианского Центрального командования. Эквивалент «матросу» в большинстве военно-морских организаций.
- Гаррош

Составляют подавляющее большинство военных. Гаррош является рядовым званием, который приблизительно эквивалентен унтер-офицеру, такому как старшина или главный старшина, сопоставимых военных или военно-морских организаций, таких как Звёздный флот.
- Гил

Офицерский ранг, который приблизительно эквивалентен энсину Звёздного флота. Космические станции класса Nor, такие как «Глубокий космос 9», как правило, несут достаточное количество спасательных шлюпок только для персонала вплоть до ранга Гил.
- Глинн

Офицерское звание, которое приблизительно эквивалентно лейтенанту Звёздного флота. Глинн — офицер штаба.
- Далин

Офицерское звание, которое примерно эквивалентно лейтенант-коммандер.
- Дал

Офицерское звание, которое приблизительно эквивалентно званию коммандера.
- Гал

Офицерское звание, которое приблизительно эквивалентно капитану корабля. Офицер командного ранга. Галы занимают командные должности от командиров судов до руководителей Орденов (приблизительно 500 000 человек).
- Джагал

Офицерское звание, которое примерно эквивалентен коммодор или контр-адмирал.
- Легат

Офицерский ранг, который приблизительно эквивалентен званию адмирала. Легат является высшим чином кардассианской армии, и хотя в некоторых отношениях он напоминает чин адмирала, это скорее политическое положение, чем ранг. Поскольку кардассианское правительство является контролируемой военными стратократией, Легаты выполняют одновременно военные и правительственные функции.

## Кардассианские технологии
Известные кардассианские звездолёты включают военные корабли класса «Галор», крейсера среднего размера, которые на протяжении всего «Следующего поколения» были самыми мощными звездолётами на кардассианской службе. Рик Штернбах спроектировал класс «Галор» так, чтобы он напоминал Анх, как напоминание о том, что кардассианцы были хозяевами-фараонами для рабов-баджорцев. «Галор» являлся основой кардассианского флота на протяжении всех событий сериала «Звёздный путь: Глубокий космос 9». Корабли этого типа вооружены большой фазерной пушкой (возможно, плазменной). Они также вооружены многочисленными вспомогательными фазерными пушками, установленными в различных точках по всему корпусу, и способны нести комплект фотонных торпед. Истинная мощь судна класса «Галор» не известна, но они оказались значительно слабее, чем корабли Звёздного флота класса «Галактика» и «Туманность» (эпизод «Травма»). Технические описания указывают на то, что кардассианские корабли были разработаны для работы в группе, а не как одиночные корабли, в отличие от своих коллег из Федерации.
Более мощным кардассианским кораблем является звездолет класса «Келдон» (который похож на «Галор» — класс с более определенными кормовыми крыльями и большим трапециевидным модулем на вершине основного корпуса). Предполагается, что этот класс кораблей сравним с классом «Галактика» по тактическим возможностям; почему они не были замечены в большем количестве, неясно. Как видно из более поздних эпизодов «Глубокого космоса 9», кораблей класса «Галактика» было произведено гораздо больше, чем «Келдон», поэтому кажется странным, что столь же продвинутый «Келдон» не появлялся так часто. Кардассианский Обсидиановый Орден держал флот звездолётов класса «Келдон», которые использовались совместно с Ромуланским Тал Шиаром во время внезапного нападения в Туманности Омарион.
Кардассианцы, как известно, также управляют небольшими атакующими кораблями, такими как разведчик класса «Хидеки». Это небольшой штурмовик, состоящий из полуэллиптической передней части с коротким кормовым удлинителем, заканчивающимся оружием-разрушителем в форме клещей. Из-за ограниченной наступательной мощи корабля класса «Хидеки», его обязанности ограничиваются пограничным патрулированием в мирное время. Во время войны Доминиона эти корабли участвовали в нескольких крупных конфликтах; они действуют большими группами вокруг вражеских кораблей, это позволяет им осилить гораздо более тяжелые суда.
Все кардассианские военные корабли, виденные до сих пор, окрашены охрой и имеют назад стреловидные Дельта-крылатые корпуса (напоминающие кардассианский национальный символ); Дельта-крылья напоминают плавники, придавая кардассианским кораблям вид хищных лучей.
Кардассианские компьютеры используют данные, закодированные на изолинейных стержнях, в отличие от чипов, используемых для аналогичных целей компьютерами, спроектированными человеком.

## История

### Перед Доминионом
В эпизоде «Следующего поколения» «Командная цепочка» персонаж Дэвида Уорнера утверждает, что в ранней истории Кардассии ее жители были мирным и духовным народом. Во времена Первой Гебитской цивилизации кардассианцы собирали произведения искусства со всех концов Альфа-квадранта, и планета гордилась огромным богатством искусства и культуры; люди, как говорили, имели сложные погребальные хранилища с невообразимыми сокровищами. Однако нехватка природных ресурсов Кардассии вызвала страшный голод, и Гебитская цивилизация пришла в упадок. Её руины были разграблены голодающими кардассианцами, которые стремились продать все, что могли, чтобы обеспечить себя. Вскоре к власти пришла Фашистская военная диктатура, строя флоты военных кораблей и вторгаясь в близлежащие миры. Действительно ли кардассианцы буквально завоевали и управляли мирами, населенными другими разумными расами, неясно. Исключением является Баджор, который был оккупирован в течение пятидесяти лет, и конец оккупации которого дестабилизировал кардассианское правительство и сформировал ключевую сюжетную линию для девяти эпизодов «Глубокого космоса 9».
Дата первого контакта между кардассианцами и Звёздным флотом неизвестна, но, вероятно, это произошло в середине-конце XXII-го века, когда кардассианский изгнанник, Илоха Прим, жил на планете Вулкан. Незадолго до 2347 года кардассианцы попытались вторгнуться на территорию Федерации, и началась война, продолжавшаяся около двадцати лет. Капитан Эдвард Джеллико (описано в эпизоде «Командная цепочка») возглавил успешные попытки Звёздного Флота заключить мирный договор, который положил конец войне.
Вскоре после того, как кардассианцы покинули Баджор, на борту космической станции «Терок Нор», переименованной в «Глубокий космос 9», было создано представительство Федерации для оказания помощи Временному правительству Баджора в восстановлении планеты. Однако офицеры Федерации обнаружили червоточину, ведущую в Гамма-квадрант, недалеко от станции («Эмиссар»). Примерно четыре месяца спустя границы между Федерацией и Кардассией были пересмотрены, и обе стороны были окружены демилитаризованной зоной. Однако новый пограничный договор предоставил Кардассии контроль над несколькими мирами, населенными колонистами Федерации, и колониями Федерации, населенными кардассианцами. Недовольные бывшие колонисты Федерации, чувствуя, что их мнения и пожелания были проигнорированы обеими сторонами, сформировали движение сопротивления, известное как Маки.
В январе 2372 года (звёздная дата 49011) флот Клингонской империи напал на Кардассианский союз, считая, что Совет Кардассии (который только что пришел к власти, первое гражданское правительство Кардассианского Союза с Дукатом в качестве военного советника) был инфильтрован Доминионом (эпизод «Путь воина»). Атаку возглавил генерал Марток (как выяснилось впоследствии, это был не Марток, а его двойник из расы метаморфов — лидеров Доминиона, впервые появляется в эпизоде «Прелюдия к Апокалипсису»; см. также в эпизоде «В тени чистилища»).

### Членство в Доминионе
Где-то между октябрем 2372 года и февралем 2373 года, когда надвигалась атака Доминиона на космическую станцию «Глубокий космос 9», Гал Дукат объявил о вступлении Кардассианского Союза в Доминион, шокировав этим не только Федерацию, но и большинство кардассианцев. В то же время Гал Дукат объявил о своем вступлении на пост лидера Кардассианского Союза. Пять дней спустя клингоны были изгнаны из кардассианского пространства, и почти всё движение Маки было уничтожено Доминионом (за исключением тех, кто находился на звездолёте Вояджер NCC-74656, который был потерян в Дельта-квадранте в то время). Почти все остальные Маки, которые не погибли, находились в тюрьмах Федерации.
Кардассианцы (как члены Доминиона) захватили космическую станцию (эпизод «Призыв к оружию»), но Федерации удалось заблокировать баджорскую червоточину самореплицирующимися минами, отрезав Доминион от подкрепления из Гамма-квадранта.
Гал Дамар обнаружил способ отключить саморепликацию мин и выстрелил по минному полю за несколько секунд до того, как Ром и Кира отключили оружие на станции «Глубокий космос 9» в надежде предотвратить именно это. Звездолёт Дефайнт NX-74205 атаковал станцию и сумел вернуть её, в то время как Баджорские Пророки остановили флот Доминиона, отправленный в Альфа-квадрант в качестве подкреплений, на их пути через червоточину. Гал Дукат был захвачен в плен после того как его дочь Тора Зиял была убита Галом Дамаром (узнавшим, что Зиял помогала Федерации), который затем был повышен до легата (эпизод «Жертва ангелов»).
Под руководством Дамара Кардассианский союз, наряду с Доминионом, продолжал отвоевывать позиции у клингонско-федеративного альянса, и даже после того, как Бенджамин Сиско и Элим Гарак обманули Ромуланцев, заставив их нарушить договор о ненападении с Доминионом и присоединиться к альянсу (эпизод «В лунном свете»), им всё еще удавалось одерживать верх.
Большой фигурой в кардассианской истории является Трет Аклин, почитаемый как «отец» Кардассианского Союза. Во время войны Доминиона дом семьи Аклин находился в контролируемом Доминионом пространстве; Элим Гарак предположил, что его возвращение приведет к крупной пропагандистской победе для сил Федерации (эпизод «Слёзы пророков»).

### Противостояние Доминиону
Дамар, однако, не был счастлив. Хотя он надеялся, что присоединение Кардассии к Доминиону укрепит его власть, он чувствовал, что кардассианцы больше не контролируют даже свою собственную планету, и должны отчитываться перед представителем Доминиона Вейюном и Основателями, а кардассианские войска приносятся в жертву, казалось бы, бессмысленно без его разрешения. На какое-то время Дамар ушел в пьянство. Вскоре после того, как Бринны присоединились к Доминиону, практически гарантировав его победу, Дамар организовал восстание, но был предан человеком, которого он пытался вовлечь в заговор. Впоследствии кардассианец по имени Брока стал легатом и марионеточным правителем Кардассии, а после измены в ходе восстания Доминион разгромил его и заставил Дамара скрыться.
Восстание началось с небольшого легиона войск во главе с Дамаром, но во время последнего нападения на Доминион над Кардассией Прайм со стороны федерало-клингонско-ромуланского альянса Дамару удалось начать открытое восстание на самой Кардассии. В ответ на диверсии со стороны кардассианских граждан, Доминион наказал кардассианцев, уничтожив город Лакариан, убив два миллиона мужчин, женщин и детей, и превратив его в пепел. В результате кардассианский флот перешел на другую сторону во время сражения и помог альянсу, открыв дыру в линиях Доминиона и заставив Джем’Хадар и Бриннов установить новый оборонительный периметр вокруг Кардассии Прайм. Когда весть о дезертирстве флота достигла командного центра Доминиона, представительница Основателей приказала убить всех кардассианцев на планете.
Кардассианский флот помог альянсу, а повстанцы атаковали штаб-квартиру Доминиона на Кардассии, и Доминион сдался, положив конец войне.
Кардассианские потери из-за войны Доминиона были самоми высокими из всех вовлечённых в конфликт сторон. Родная планета была сильно повреждена Доминионом, основатели которого применили «тактику выжженной земли». Долгосрочное воздействие на экологию планеты еще предстоит оценить. Только на Кардассии погибло более 800 миллионов населения. Некоторые канонические источники утверждали, что до войны на планете проживало около семи миллиардов.

### Зеркальная вселенная кардассианцев
В Зеркальной вселенной кардассианцы вступили в альянс с клингонами и завоевали Земную Империю, поработив терранцев и вулканцев. Вскоре после этого было поднято восстание терранцев. Ученый альянса Дженнифер Сиско построила устройство, которое могло найти базу повстанцев в Пустошах. Однако Бенджамину Сиско удалось убедить ее присоединиться к повстанцам. Позже повстанцы захватили кардассианскую космическую станцию «Терок Нор» и лидера Альянса интенданта Киру Нерис. Майлз О’Брайен и повстанцы построили военный корабль, известный как «Дефайнт NX-74205», для борьбы с Альянсом. Повстанцам удалось уничтожить кардассианско-клингонский флот. При попытке отвоевать станцию интендант сбежала. Ференги дали Альянсу технологию маскировки из основной вселенной в обмен на похищенного ранее Великого Нага Зека. Альянс пленил их, несмотря на заключённую сделку, и планировал казнить Элима Гарака. Однако один из ференги перепрограммировал маскировочное устройство, чтобы саботировать энергосистему корабля. Повстанцы захватили корабль, а пленники Альянса вернулись в свой мир.

## В космологии
В космологии понятие «Кардассианское расширение» используется для модификации уравнений Фридмана. Он назван в честь вымышленной расы «Звёздного пути» оригинальными авторами, Кэтрин Фриз и Мэтью Льюисом. В их статье 2002 года (которая цитировалась более 330 раз)) сноска о «Кардассианском термине» гласит: «Имя Кардассианцы относится к гуманоидной расе в „Звездном пути“, целью которой является захват Вселенной, то есть ускоренное расширение. Эта раса кажется нам чуждой и в то же время полностью состоит из материи.»